# SAS contre CIA
SAS contre CIA est le 2e roman de la série SAS, écrit par Gérard de Villiers et publié en 1965 dans la collection Espionnage de Plon (Presses de la Cité). Le roman a été édité à trois reprises : 1965 (deux éditions) et 1990. Bien que le roman ait été écrit treize années avant la Révolution iranienne, l'auteur présente les mollahs comme étant déjà, à cette date, une force religieuse et politique importante de l'Iran.
Malko Linge est envoyé en Iran pour empêcher le chef de poste de la CIA de préparer un coup d'État contre le Chah d'Iran.

## Principaux personnages
- Malko Linge : héros du roman, Autrichien, agent contractuel de la CIA.
- Général Schalberg : chef de poste de la CIA en Iran.
- Général Khadjar : général iranien.
- Jean Derieux : journaliste impliqué dans des activités louches.
- Van der Staern : un clerc de notaire impliqué dans des activités louches.
- Saadi et Tania : jeunes femmes de la bourgeoisie de Téhéran.

## Résumé

### Début du roman

Localisation de l'Iran.

Le KGB a confidentiellement averti la CIA que le général Schalberg, chef de poste de la CIA en Iran, préparerait secrètement et sans en avoir référé à sa hiérarchie un coup d'État contre le Chah d'Iran afin de placer à la tête du pays le général Khadjar. Le président des États-Unis a été prévenu : si jamais ce coup d'État a lieu, il y aura invasion de l'Iran, jusqu'ici État neutre, par les troupes du Pacte de Varsovie. Malko Linge est donc envoyé secrètement en Iran, avec dix millions de dollars (valeur 1965) pour ses frais et pour la corruption. Arrivé à l'aéroport, cet argent lui est « confisqué » par la police secrète du général Khadjar (chapitres I et II). 

### Aventures
Malko commence son enquête, aidé par deux Belges, Jean Derieux, un journaliste impliqué dans des activités interlopes, et Van der Staern, un clerc de notaire cherchant à se faire payer la cargaison de blé dont il est responsable. Malko se rend à Khorramchahr où un cambriolage dans une caserne de l'armée lui prouve que le général importe secrètement des armes telles que des bazookas et des mitrailleuses dans le pays pour préparer un coup d'État, armes dissimulées dans la cargaison de blé de Van der Staern, qui est tué dans l'opération. Les doutes de Malko sont confirmés par le chef d'antenne du KGB à Téhéran : les généraux Khadjar et Schalberg s'entendent pour fomenter un coup d'État et assassiner le chah. Puis, discutant avec Schalberg, celui-ci lui répond que Malko est « intoxiqué » par les Soviétiques, qui pour leur part fomenteraient un coup d'État, à moins que ce ne soient les mollahs et autres extrémistes religieux qui tirent les ficelles de tout cela (chapitres III à VII).
Des émeutes sanglantes (des policiers sont notamment lynchés) éclatent alors, équipées de bazookas et d'armes à feu, brutalement réprimées ; les communistes sont accusés de les avoir causées.
Malko continue son enquête, jusqu'à ce qu'il soit invité chez deux jeunes femmes de la bourgeoisie de Téhéran, Saadi et Tania. Au cours de la soirée qui promettait d'être « chaude », il est assommé par des gardes de Khadjar : l'invitation était un guet-apens. Il se réveille prisonnier, Khadjar vient le voir et lui annonce son exécution imminente. Il lui révèle aussi comment, le lendemain, il tuera le chah à l'occasion de son  47e anniversaire avec un avion sans pilote télécommandé et bourré d'explosifs. Mais surgit Derieux, qui libère Malko et permet leur fuite, sous les yeux furieux de Khadjar (chapitres VIII à XI).
Le lendemain, Malko détourne un Douglas DC-8 américain et ordonne au pilote de se rendre au lieu où doit se fêter l'anniversaire du chah. Percuté légèrement avec les ailes du DC-8, le drone servant à l'attentat est détruit. 

### Dénouement et fin du roman
Malko rentre à Téhéran et ordonne à l'ambassadeur américain de lui faire rencontrer le souverain et de faire mettre aux arrêts Schalberg et Khadjar. Ceux-ci se sont retranchés dans la Banque centrale avec force munitions et vivres. Comment les déloger ? Ils sont tout simplement noyés dans les locaux ! En guise d'épilogue, le chah organise des funérailles nationales pour Khadjar, tandis que Malko est invité par Tania pour achever le long week-end qui avait été interrompu (chapitres XII et XIII).

## Remarques
- Il n'y a aucune scène de sexe dans le roman, contrairement aux autres romans de la série.
- Malko se rendra encore en Iran quarante ans plus tard dans Le Programme 111 (SAS no 161 - 2006).